# Иванов, Василий Борисович
Василий Борисович Иванов (1904 — ?) — советский футболист, нападающий.

## Биография
Выступал за ленинградские команды. В 1936 году играл за «Красную зарю». В весеннем чемпионате провёл две игры — против московских ЦДКА (2:6) и «Спартака» (1:1), в осеннем — против ЦДКА (3:2) и «Динамо» Тбилиси (3:2). В обоих матчах с ЦДКА забил по мячу. В начале сезона-1937 сыграл две игры на кубок СССР в составе ЛДКА. Затем перешёл в «Динамо», за которое играл до 1940 года. Провёл 16 матчей, забил два гола — в 1937 году в ворота московского «Спартака» и «Красной зари». В 1940 году играл также за «Авангард».